# Vimperator
Vimperator — расширение для Mozilla Firefox (по 56 версию включительно), делающее управление им похожим на управление текстовым редактором Vim, позволяя продуктивно использовать все функции браузера с помощью одной лишь только клавиатуры. Начиная с 57-й версии (согласно сообщениям на официальном сайте) указанный браузер не подерживает.

## Работа с элементами страницы
Для выполнения действий с элементами текущей страницы Vimperator предоставляет режим «QuickHint» и несколько режимов «ExtendedHint».
Каждый из этих режимов помечает все элементы страницы, на которые можно установить фокус (ссылки, поля ввода), порядковыми номерами. Пользователь может ввести часть текста ссылки и/или номера, уникально идентифицирующие элемент среди отображаемых (если подходит несколько элементов, то выделенный выбирается нажатием клавиши ↵ Enter), после чего выполняется какое‐либо действие в зависимости от того, каким образом был вызван режим QuickHint или ExtendedHint.
QuickHint вызывается клавишей f или F, и приводит к переходу по выбранной ссылке в текущей или новой вкладке. ExtendedHint вызывается последовательными нажатиями ; и какой‐либо другой клавиши, и позволяет скопировать адрес или текст ссылки, сохранить объект, на который она указывает, загрузить этот объект в текущей или новой вкладке или новом окне, просмотреть исходный код объекта.